# Recykling

Symbol recyklingu

Recykling (recyklizacja, recyrkulacja) – proces przetwarzania odpadów (przemysłowych lub domowych) z produktów wycofanych z eksploatacji, w celu ponownego wprowadzenia do obiegu niektórych materiałów i użycia ich do produkcji nowych produktów. Materiały, które nadają się do ponownego wykorzystania, bywają opatrzone symbolem recyklingu. Recykling jest metodą ochrony środowiska naturalnego poprzez ograniczenie zużycia surowców pierwotnych oraz zmniejszenie ilości odpadów.

## Założenia recyklingu

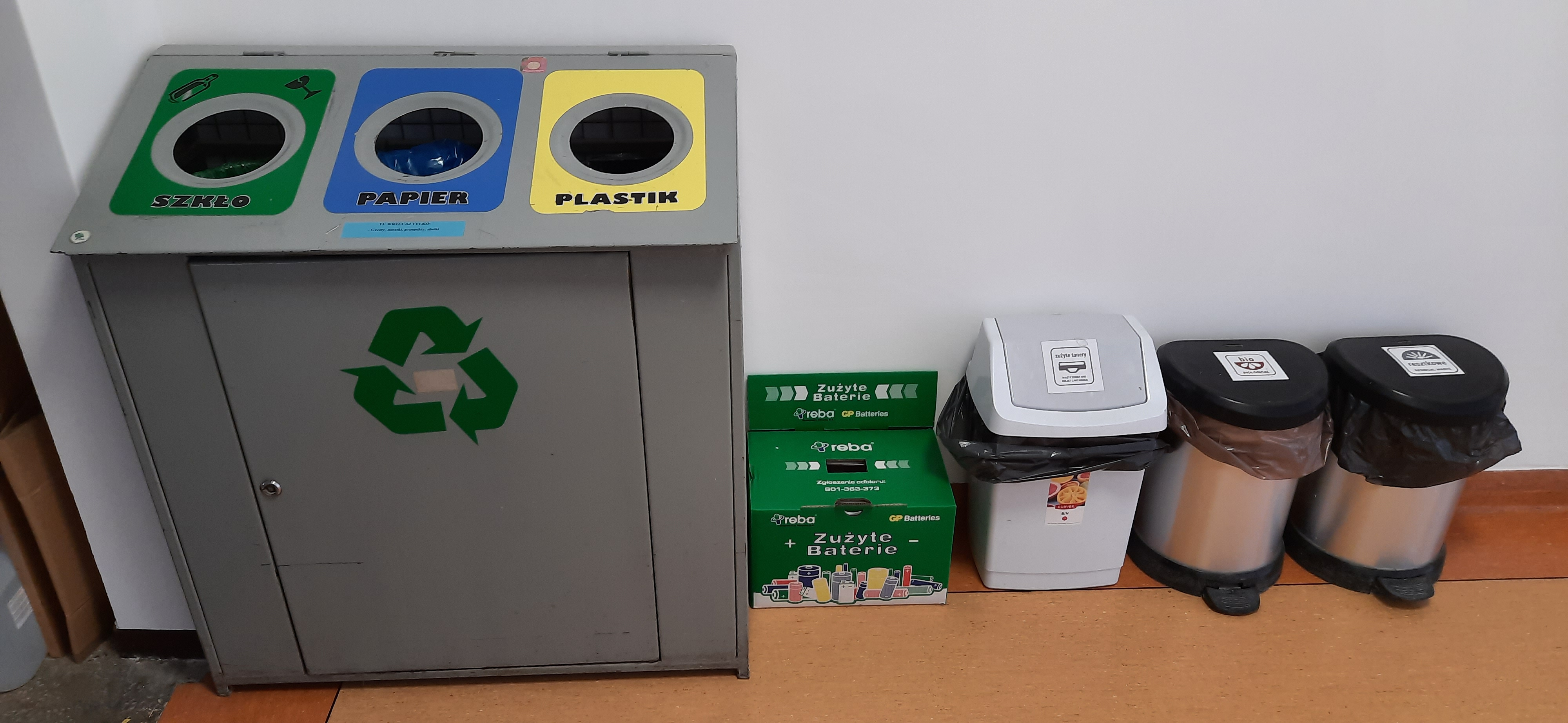
Pierwszym i najważniejszym etapem recyklingu jest selektywna zbiórka odpadów w miejscu ich wytworzenia. Na zdjęciu: pojemniki na segregowane odpady na Politechnice Gdańskiej

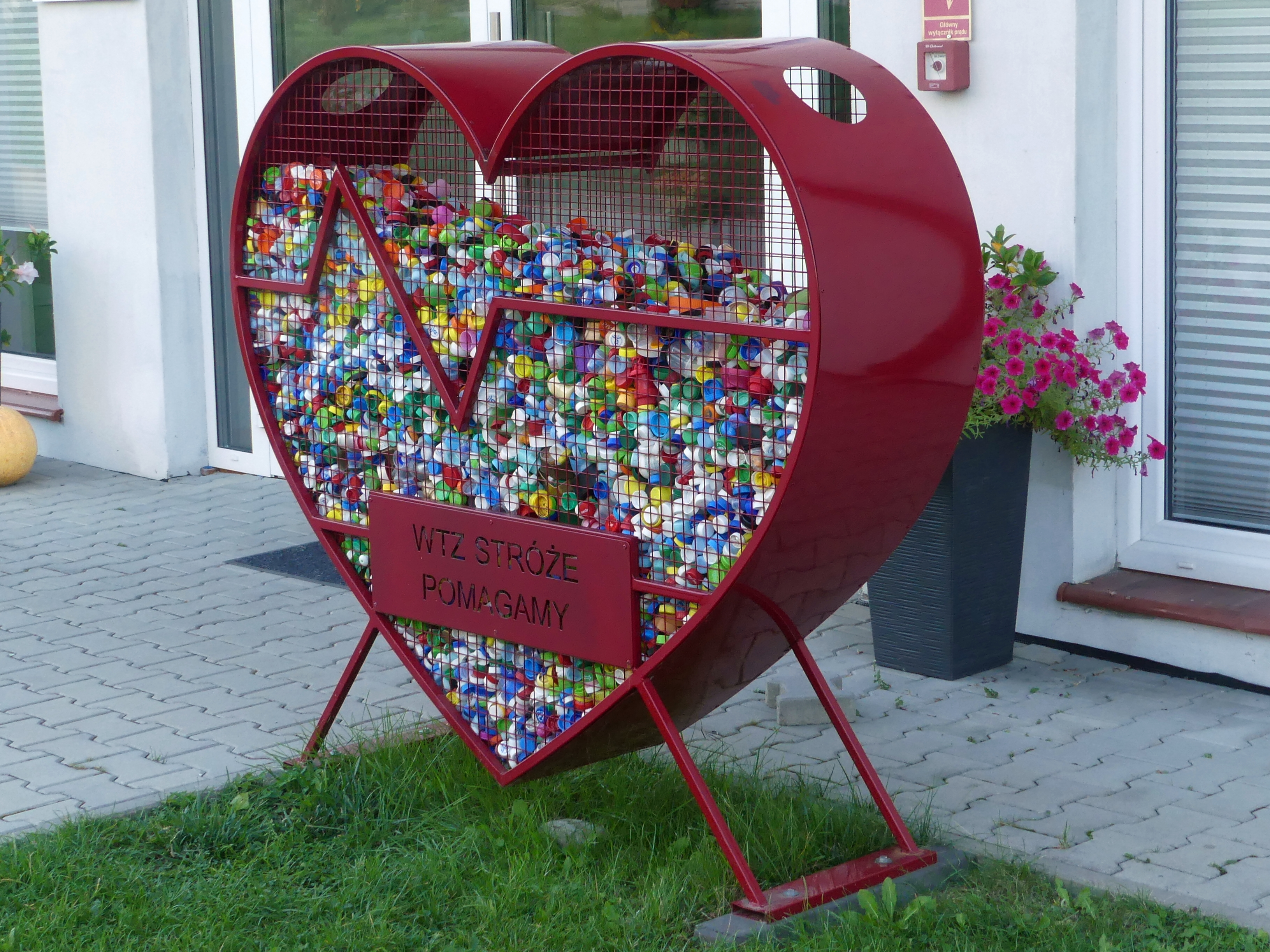
Pojemnik na zakrętki plastikowe

Zasadą działania recyklingu jest maksymalizacja ponownego wykorzystania materiałów odpadowych, z uwzględnieniem minimalizacji nakładów na ich przetworzenie, przez co chronione są surowce naturalne, które służą do ich wytworzenia oraz surowce służące do ich późniejszego przetworzenia.
Recykling odbywa się w dwóch obszarach: produkowania dóbr oraz późniejszego powstawania z nich odpadów. Założenia recyklingu zakładają wymuszanie odpowiednich postaw producentów dóbr, sprzyjających produkcji materiałów jak najbardziej odzyskiwalnych oraz tworzenie odpowiednich zachowań u odbiorców tych dóbr.
Recykling jest systemem organizacji obiegu materiałów, które mogą być wielokrotnie przetwarzane. W skład systemu wchodzą elementy:
- właściwa polityka ustawodawcza państwa sprzyjająca recyklingowi,
- rozwój technologii przetwarzania odpadów, przede wszystkim w celu wykorzystania jak największej ich części,
- projektowanie dóbr z możliwie najszerszym wykorzystaniem w nich materiałów podatnych na recykling,
- projektowanie dóbr możliwie jednorodnych materiałowo, co upraszcza ich późniejszy demontaż i segregację odpadów.
- projektowanie dóbr będących połączeniem różnych materiałów w taki sposób, aby ich późniejsze rozdzielenie na elementy zbudowane z jednorodnych materiałów było maksymalnie ułatwione,
- projektowanie dóbr w taki sposób, aby jak najwięcej ich części składowych nadawało się do powtórnego wykorzystania bez przetwarzania lub przy minimalnych nakładach na doprowadzenie do postaci pełnowartościowej,
- system oznaczania zarówno opakowań produktów, jak i elementów składowych tych produktów, w celu ułatwienia rozpoznawania i segregacji odpadów.
- edukacja proekologiczna społeczeństwa oraz promowanie i organizacja zachowań proekologicznych,
- logistyka sortowania, gromadzenia i odbioru zużytych dóbr oraz ich elementów składowych,
- przetwarzanie (uprzednio przygotowanych) odpadów i odzyskiwanie z nich surowców.

## Analizy kosztów i zysków

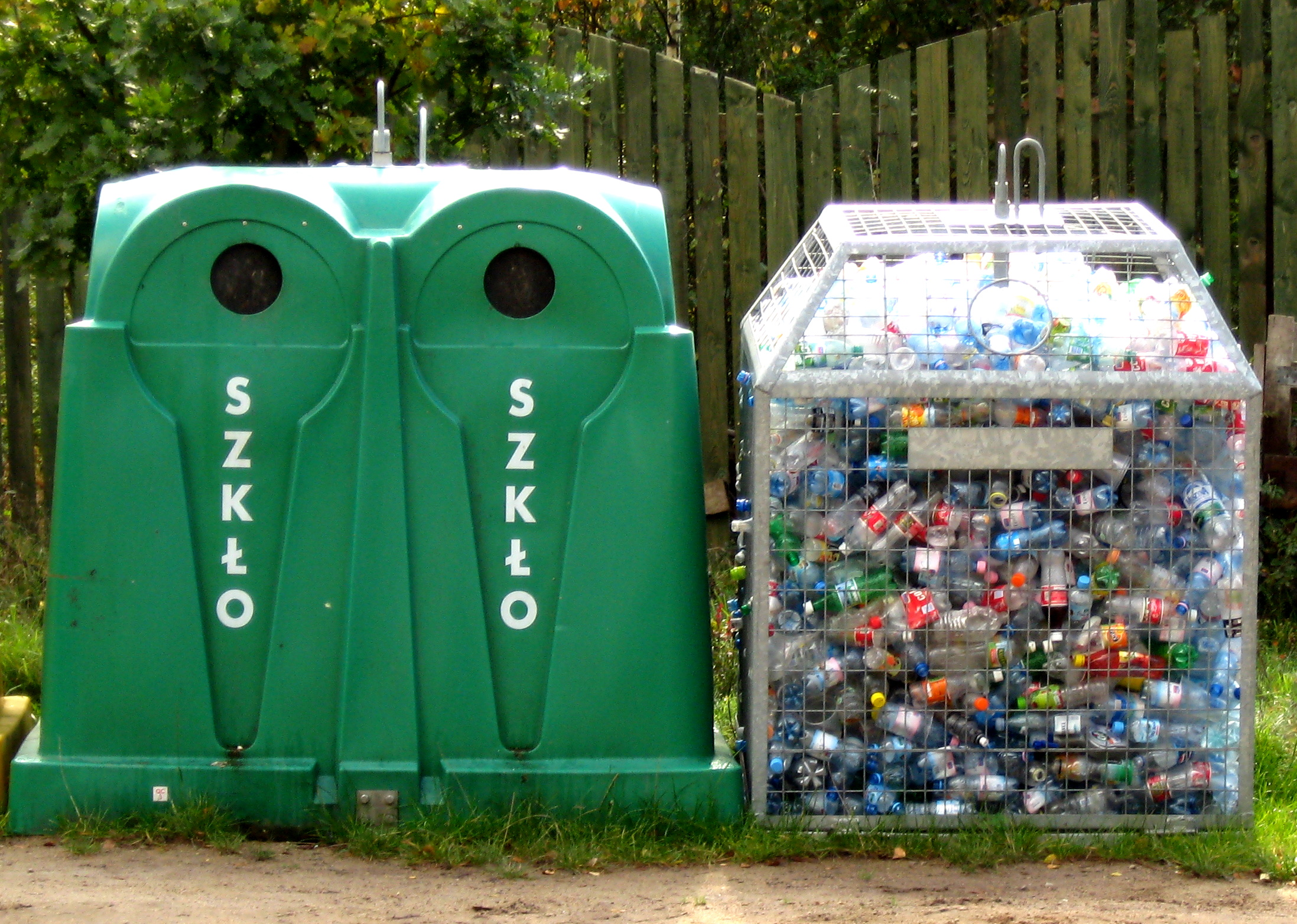
Punkt zdawania szkła i plastikowych butelek w Szymbarku

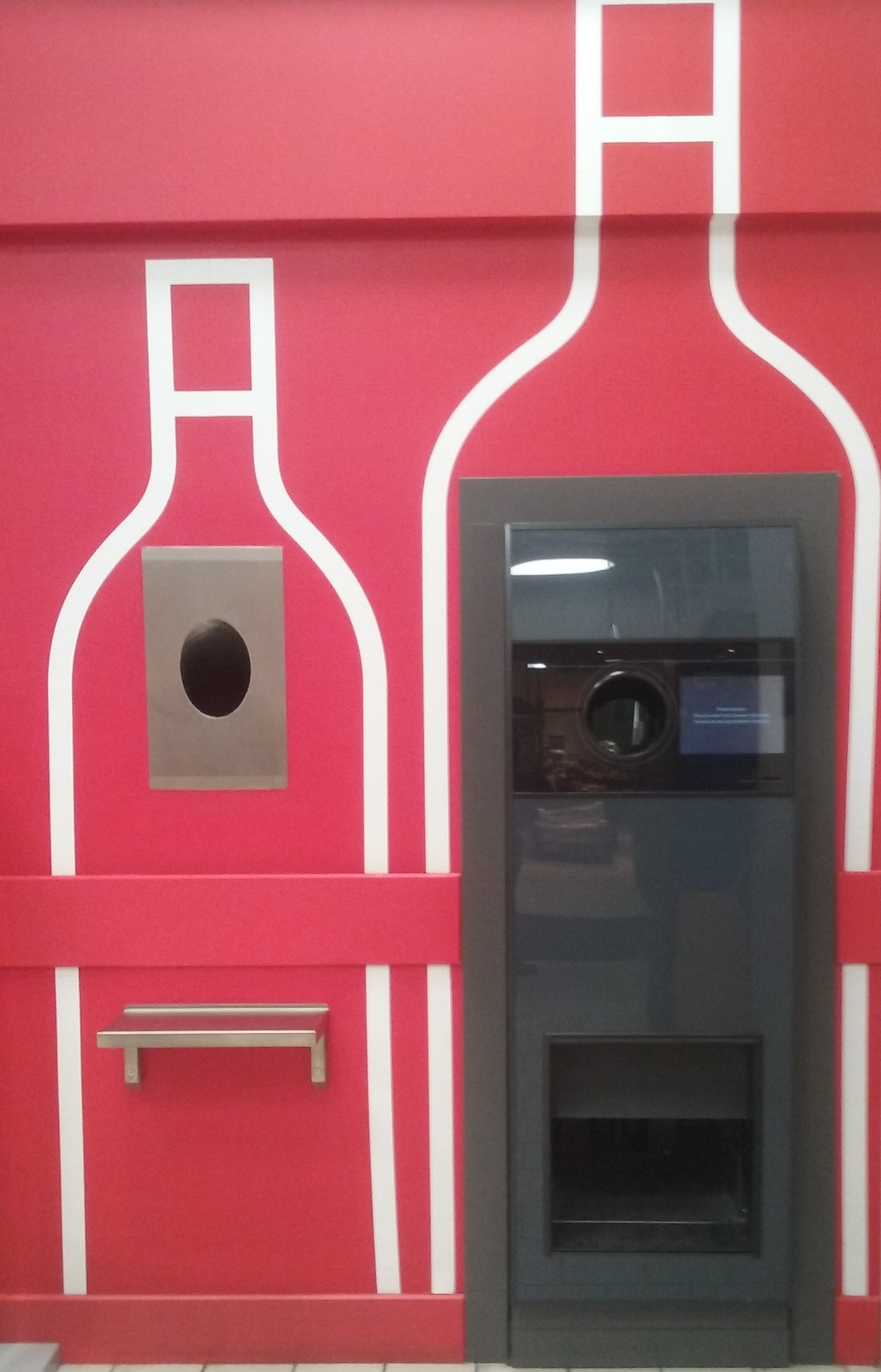
Automat przyjmujący butelki zwrotne w Tomaszowie Mazowieckim

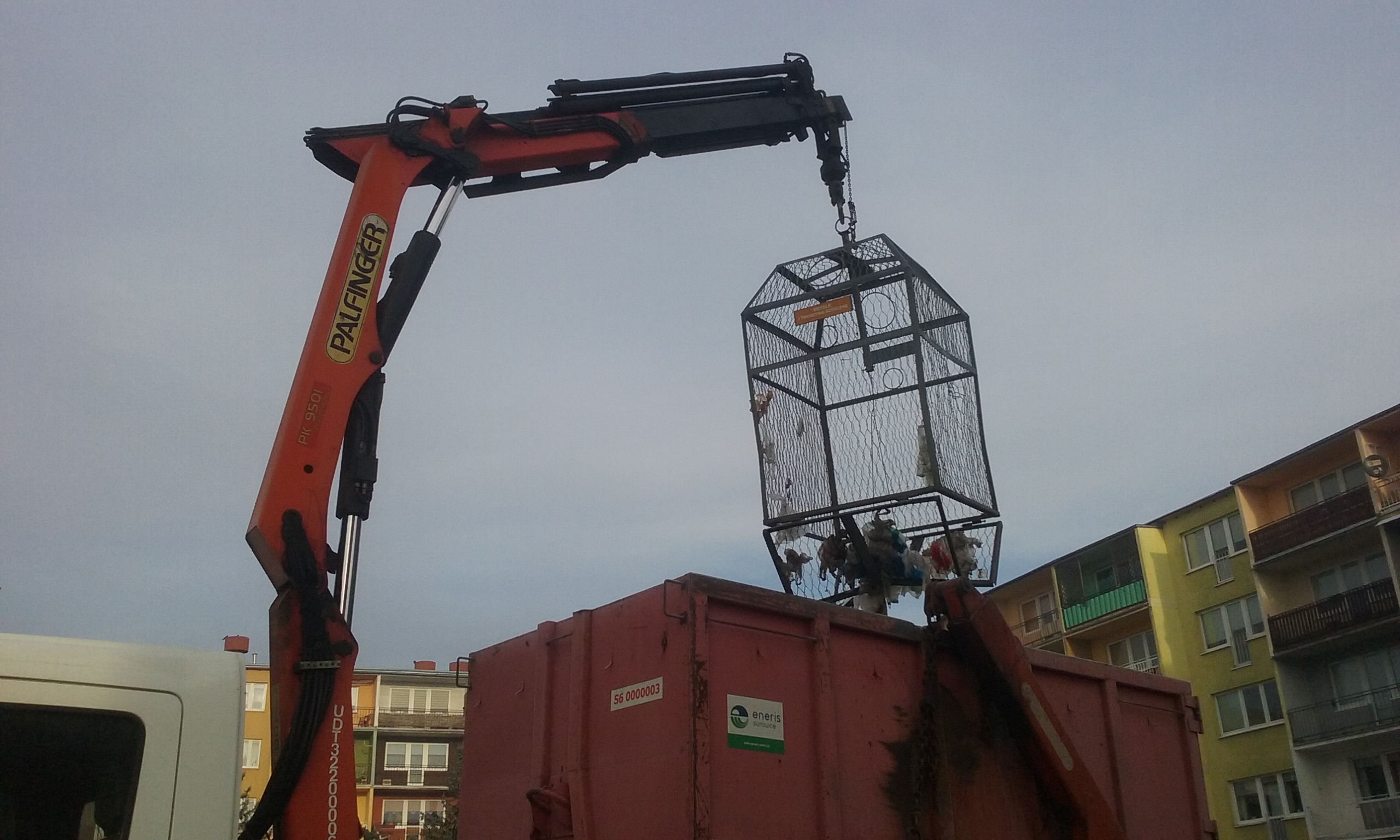
Opróżnianie klatki na odpady z tworzyw sztucznych

Prowadzone są debaty na temat ekonomicznej wydajności recyklingu. Gminy często widzą korzyści podatkowe z wdrażania programów recyklingowych, przede wszystkim związane ze zredukowanymi kosztami składowisk odpadów.
Badania prowadzone przez Duński Uniwersytet Techniczny wykazały, że w 83% przypadków recykling jest najefektywniejszą metodą pozbywania się odpadów z gospodarstw domowych. Dodatkowo, obok korzyści podatkowych, uzasadnienie dla recyklingu leży w tym, co ekonomiści nazywają efektami zewnętrznymi, nieocenionymi kosztami i korzyściami, które powstają dla jednostek niezwiązanych z prywatnymi transakcjami. Przykłady dotyczą: zmniejszenia obciążenia powietrza emisjami gazów (m.in. cieplarnianych) powstałych w wyniku spalania, zredukowania odcieków zawierających niebezpieczne substancje wymywanych ze składowisk odpadów, zredukowanego zużycia energii, zmniejszenia konsumpcji i ilości wytwarzanych odpadów, które prowadzą do ograniczenia szkodliwej dla środowiska aktywności górnictwa.
Bez mechanizmów takich, jak podatki i subsydia dla internalizacji skutków ubocznych, biznes będzie je ignorował pomimo kosztów nałożonych na społeczeństwo. Aby stworzyć inne niż podatkowe korzyści relewantne ekonomicznie, rzecznicy uruchomili akcję legislacyjną prowadzącą do wzrostu zapotrzebowania na materiały odnawialne. Na drodze faworyzowania recyklingu Agencja Ochrony Środowiska Stanów Zjednoczonych (Environmental Protection Agency, EPA) zauważyła, że nakłady na recykling zredukowały w kraju emisję dwutlenku węgla do atmosfery do 49 milionów m³ netto w 2005 roku. W Wielkiej Brytanii na podstawie Programu Odpadów i Zasobów (Waste and Resources Action Programme) ustalono, że nakłady na recykling w Wielkiej Brytanii redukują emisję CO2 o 10–15 milionów ton rocznie.
Należy spełnić pewne wymagania, aby recykling stał się ekonomicznie możliwy i środowiskowo efektywny. Do nich należą adekwatne źródło recyklatów, system który pozyskuje te recyklaty ze strumienia odpadów w pobliżu fabryk zdolnych do przetwarzania recyklatów i potencjalne zapotrzebowanie na produkty recyklingu. Te dwa wymagania są często niebrane pod uwagę, jednakże bez nich sektor przemysłowy produkcji wykorzystujący zebrane materiały i rynek konsumentów dla produktów wytwarzanych nie jest kompletny i staje się tylko „zbieraniem”.
Obecnie pojawiły się również pomysły koncepcje pójścia o krok dalej niż zwykły recykling, np. tzw. zero waste, a więc ograniczenie produkowanych odpadów do minimum. Promuje ekologiczny styl życia w myśl zasady „im mniej kupisz, tym mniej wyrzucisz”.

## Handel
Niektóre kraje wprowadzają do obrotu handlowego nieprzetworzone recyklaty. Niektóre skarżyły się, że ostateczna przyszłość recyklatów sprzedanych w innym kraju nie jest znana i że mogą one znaleźć się na wysypisku zamiast zostać przerobione. Zgodnie z jednym z raportów w Ameryce 50–80% komputerów przeznaczonych do recyklingu nie zostało rzeczywiście przerobionych. Istnieją raporty o eksporcie nielegalnych odpadów do Chin, gdzie są one demontowane i przerabiane dla zysku pieniężnego bez uwzględnienia zdrowia pracowników lub szkód jakie niesie to za sobą dla środowiska. Rząd chiński zabronił takich praktyk, co jednak nie doprowadziło do ich wyeliminowania.
Przykładowo Niemcy eksportują (2020) 986 tys. ton odpadów z tworzyw sztucznych (jedną szóstą). Największym odbiorcą była Malezja (151 tys. ton), niewiele mniejszymi odbiorcami byli: Holandia (142 tys. ton) i Turcja (132 tys. ton). W tym samym roku Niemcy zaimportowały 479 tys. ton (przy średniej cenie 262 euro za tonę).
Niektóre regiony mają utrudnione użycie lub eksport tak wielu przerabianych materiałów. Ten problem jest szeroko rozpowszechniony, jeśli chodzi o zielone szkło. Znaczna część odpadowego zielonego szkła jest wysyłana do przerabiania poza obszarem Ameryki Środkowo-Wschodniej, gdzie nie produkuje się wystarczająco dużo wina do zużycia całości przerobionego materiału. Dodatkowe szkło musi być niszczone do budowy materiałów lub do wtórnego zastosowania w regularnym cyklu odpadów.
W niektórych stanach USA program nazywany RecycleBank płaci ludziom kuponami do recyklingu, uzyskując pieniądze od lokalnych władz na redukcję w powierzchni wysypisk śmieci, która musi być nabyta. Wykorzystuje to pojedynczy proces potoku, w którym wszystkie materiały są automatycznie sortowane.

## Prawodawstwo w Polsce
Według ustawy o odpadach z dnia 14 grudnia 2012 roku – ogłoszonej 8 stycznia 2013 pojęcie recyklingu zostało zdefiniowane następująco:
- „[...] recykling – rozumie się przez to odzysk, w ramach którego odpady są ponownie przetwarzane na produkty, materiały lub substancje wykorzystywane w pierwotnym celu lub innych celach; obejmuje to ponowne przetwarzanie materiału organicznego (recykling organiczny), ale nie obejmuje odzysku energii i ponownego przetwarzania na materiały, które mają być wykorzystane jako paliwa lub do celów wypełniania wyrobisk;[...]”
- „[...]Przez recykling rozumie się także recykling organiczny polegający na obróbce tlenowej, w tym kompostowaniu, lub obróbce beztlenowej odpadów, które ulegają rozkładowi biologicznemu w kontrolowanych warunkach przy wykorzystaniu mikroorganizmów, w wyniku której powstaje materia organiczna lub metan; składowanie na składowisku odpadów nie jest traktowane jako recykling organiczny.[...]”

Poprzednia definicja odzysku – została wyraźnie zastąpiona pojęciem recyklingu. Nie zmienia to faktu, iż nowa Ustawa o odpadach dodatkowo definiuje pojęcie:
- „[...] odzysku – rozumie się przez to jakikolwiek proces, którego głównym wynikiem jest to, aby odpady służyły użytecznemu zastosowaniu przez zastąpienie innych materiałów, które w przeciwnym przypadku zostałyby użyte do spełnienia danej funkcji, lub w wyniku którego odpady są przygotowywane do spełnienia takiej funkcji w danym zakładzie lub ogólnie w gospodarce;[...]”

Powyższa ustawa zmienia regulacje ustawy o odpadach z dnia 27 kwietnia 2001 roku, która tak definiowała pojęcie recyklingu:
„[...] rozumie się taki odzysk, który polega na powtórnym przetwarzaniu substancji lub materiałów zawartych w odpadach w procesie produkcyjnym w celu uzyskania substancji lub materiału o przeznaczeniu pierwotnym lub o innym przeznaczeniu, w tym też recykling organiczny, z wyjątkiem odzysku energii.”
Polskie prawo nakłada obowiązek selektywnego zbierania wielu rodzajów odpadów na samorządy gminne i przedsiębiorców wprowadzające towary na rynek. Obowiązek recyklingu jest realizowany zazwyczaj w formie procentu (opakowania, baterie czy bioodpady) lub masy (zużyty sprzęt elektryczny i elektroniczny), który w danym roku ma zostać poddany recyklingowi. Samorząd lub przedsiębiorstwa są wówczas odpowiedzialne za spełnienie celu.
Najważniejsze akty prawne regulujące gospodarkę odpadami i ich recykling:
- Ustawa z dnia 13 września 1996 r. o utrzymaniu czystości i porządku w gminach[11]
- Ustawa z dnia 11 maja 2001 r. o obowiązkach przedsiębiorców w zakresie gospodarowania niektórymi odpadami oraz o opłacie produktowej[12]
- Ustawa z dnia 24 kwietnia 2009 r. o bateriach i akumulatorach[13]
- Ustawa z dnia 14 grudnia 2012 r. o odpadach[10]
- Ustawa z dnia 13 czerwca 2013 r. o gospodarce opakowaniami i odpadami opakowaniowymi[14]
- Ustawa z dnia 11 września 2015 r. o zużytym sprzęcie elektrycznym i elektronicznym[15]